# Haus Circus 1 (Putbus)

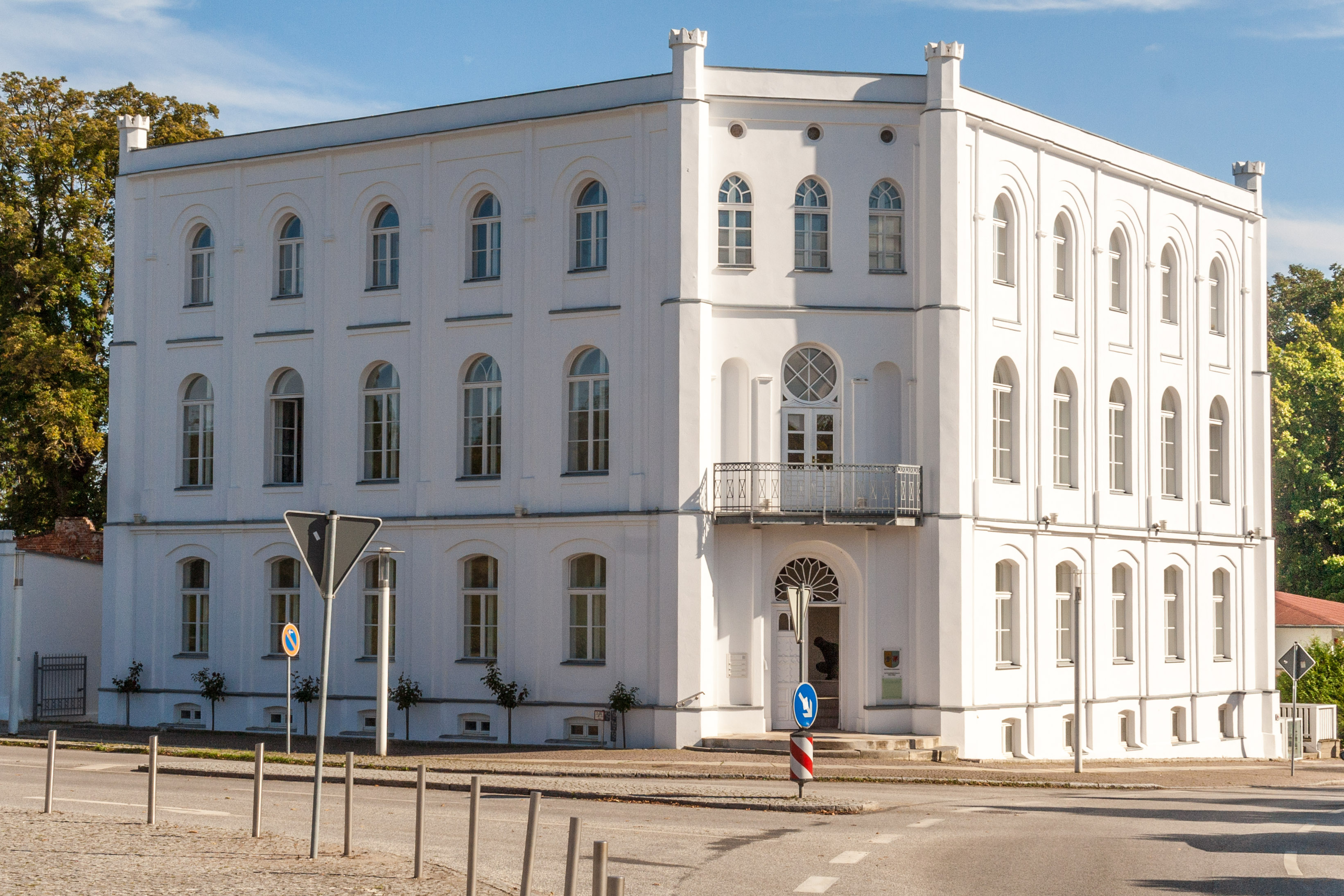

Das Haus Circus 1 in Putbus (Rügen, Mecklenburg-Vorpommern) stammt von 1860. Hier befindet sich heute der Kunstverein Rügen mit der Galerie CIRCUS EINS sowie das Amt des Biosphärenreservats Südost-Rügen.
Das Gebäude steht unter Denkmalschutz.

## Geschichte

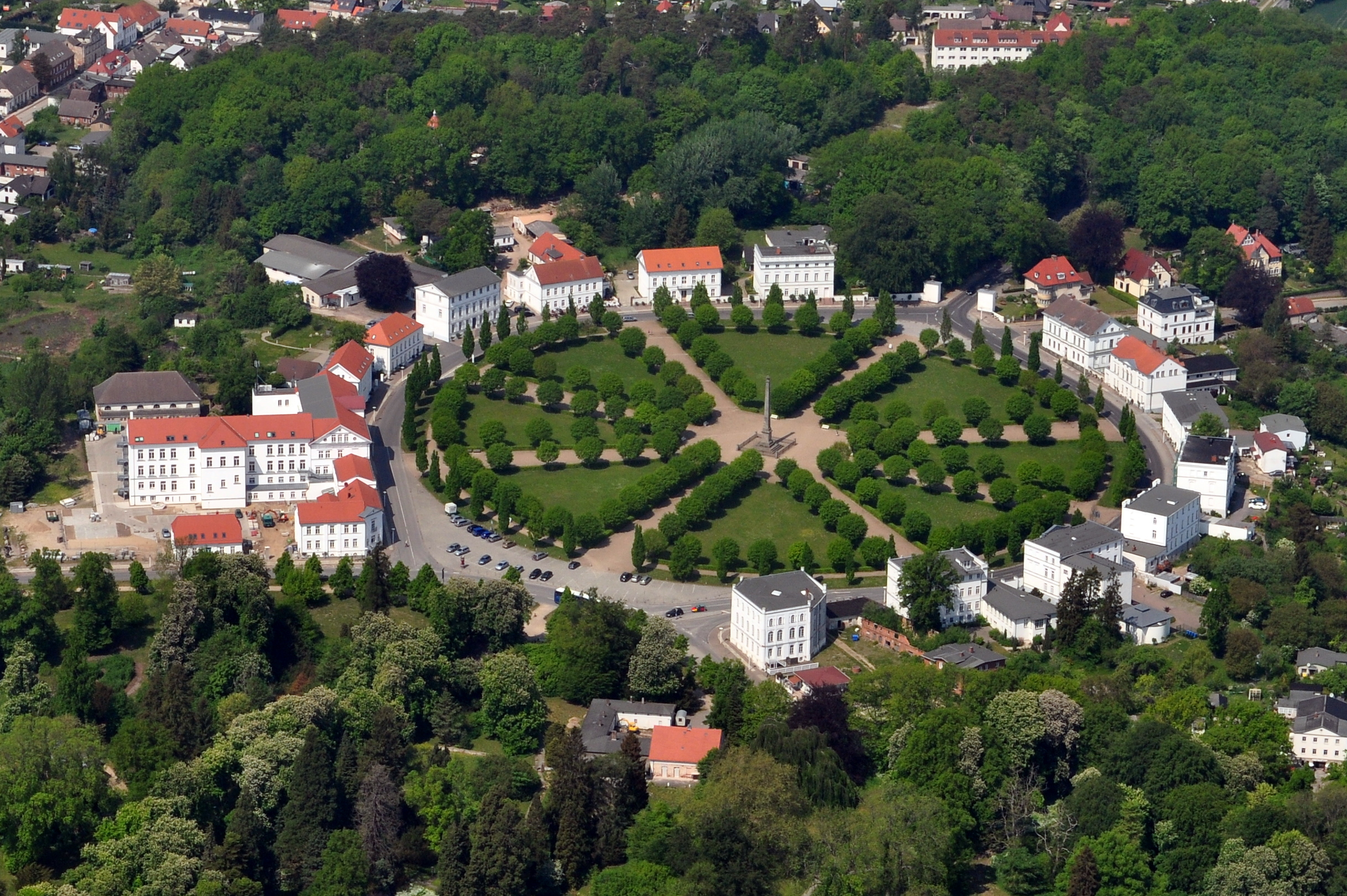
Der Cirkus: Nr. 1: unten, mittig

Putbus mit 4435 Einwohnern (Stand: 2019) wurde 1286 erstmals urkundlich erwähnt. Als Residenzstadt auf Rügen wurde sie 1810 von Wilhelm Malte I. Fürst zu Putbus gegründet.
Das dreigeschossige verputzte neoklassizistische Eckgebäude mit den markanten kleinen Fialen wurde 1859/60 noch im Tudorstil und in Anlehnung an die benachbarten Klassizismusbauten der Berliner Bauschule um Karl Friedrich Schinkel nach Plänen des Maurermeisters Kummer erstellt.
Es wurde als Kronprinzenpalais bezeichnet, da die Rügener Ritterschaften das Haus dem damaligen preußischen Kronprinzen Friedrich schenken wollte. Friedrich nahm das Geschenk nicht an, der Name blieb aber zunächst erhalten. Es war das zuletzt erstellte Haus am Circus.
1997 kaufte die Touristik Service Putbus GmbH und 2013 die DKB Stiftung für gesellschaftliches Engagement der Deutschen Kreditbank AG das Haus, welches 2013 im Rahmen der Städtebauförderung saniert wurde. Auf 170 m² Fläche im Erdgeschoss entstand eine Galerie des Kunstvereins Rügen. Das Kellergewölbegeschoss wird u. a. durch Versammlungsräume genutzt. Die zwei Obergeschosse und die Nebengebäude wurden an das Amt des Biosphärenreservats Südost-Rügen vermietet. Auch der Verein Insula Rugia hat hier seinen Sitz.